# Safari rallye 1985
Safari rallye 1985 byla čtvrtou soutěží mistrovství světa v rallye 1985. Délka soutěže byla téměř 5000 km. Navíc se závodilo na cestách, které nebyly uzavřeny pro civilní provoz. Vítězem se stal Juha Kankkunen na voze Toyota Celica TCT.

## První etapa
Do čela se dostal Björn Waldegaard na voze Toyota Celica TCT. Na druhém místě se držel Shekhar Mehta an voze Nissan 240 RS. Problémy trápily Ariho Vatanena, kterému se přehřívaly tlumiče. Problémy měly i vozy Lancia 037 Rally. Markku Alen Havaroval a pak mu vypověděl službu motor. Čest Lancie tak držel Attilio Bettega, který se probojoval do vedení. čtvrtý byl Winston Preston s další Lancií. Na druhém místě se držel Ervin Weber s továrním vozem Opel Manta 400. Waldegaard se opět probojoval do čela. Bettega měl totiž problémy s přehříváním motoru. Třetí se držel Weber a čtvrtý Kirkland s továrním vozem Nissan 240 RS. Na druhé místo se posunul Juha Kankkunen s další Toyotou. Pátý jezdil Mehta a šestý Vatanen. Bettega musel nakonec kvůli motoru odstoupit.

## Druhá etapa
Waldegaard měl problémy a na první místo se posunul Weber. Druhý se držel Aaltonen a třetí Kankkunen, který uvízl v brodu. Mehta měl dva defekty a nedařilo se mu stáhnout ztrátu. Pátý jezdil Vatanen a desátý Salonen. Oba jezdci doufali, že začne pršet. Na sedmém místě jezdil Preston. Postupně se do vedení probojoval Aaltonen a Weber se propadl na druhé místo. Třetí byl Kankkunena čtvrtý Mehta. V polovině dne začalo pršet. Preston se posunul na pátou pozici. Do vedení se pak dostal na chvíli Vatanen, ale musel odstoupit pro poruchu těsnění hlavy motoru. První dvě pozice tak opět držel tým Opel, třetí byl Kankkunen, čtvrtý Mehta a pátý kirkland. 

## Třetí etapa
Aaltonena vyřadily problémy se spojkou a později s převodovku a do vedení se dostal Weber. Aaltonen se propadl až na páté místo. Prasklé ložisko tlumiče zdrželo i Kankkunena a Mehtu. Na třetí místo se tak posunul Kirkland. Na sedmé místo se posunul Salonen a byl nejlepším vozem s pohonem všech kol. Weberovi se ale poškodila hlava motoru a tak se propadl na páté místo a do vedení šel Kankkunen. Na druhé místo se probojoval Waldegaard. Na chvíli se před něj dostal Kirkland, ale pak havaroval a skončil třetí. Čtvrtý dojel Altonen

## Výsledky
1. Juha Kankkunen, Gallagher – Toyota Celica TCT
2. Björn Waldegaard, Thorselius – Toyota Celica TCT
3. Mike Kirkland, Levitan – Nissan 240 RS
4. Aaltonen, Drevs – Opel Manta 400
5. Ervin Weber, Wanger – Opel Manta 400
6. Ambrisino, Le Saux – Nissan 240 RS
7. Timo Salonen, Harjanne – Peugeot 205 T16
8. Iwase, Vinayak – Opel Manta 400
9. Patel, Kandola – Nissan 240 RS
10. Vittuli, Nixon – Subaru RX Turbo